# یواس‌ان‌اس ویندیکاتور (تی-ای‌جی‌اواس-۳)
یواس‌ان‌اس ویندیکاتور (تی-ای‌جی‌اواس-۳) (به انگلیسی: USNS Vindicator (T-AGOS-3)) یک کشتی است که طول آن ۲۲۴ فوت (۶۸ متر) می‌باشد. این کشتی در سال ۱۹۸۴ ساخته شد.